# Сенной (Волгоградская область)
Сенной — хутор в составе городского округа город Михайловка Волгоградской области.
Население — 1022 (2010)

## История
Хутор обозначен на карте Шуберта 1840 года. Хутор Сенной относился к юрту станицы Раздорской Усть-Медведицкого округа Земли Войска Донского. В 1859 году на хуторе проживало 407 мужчин и 366 женщин. Население хутора быстро росло: согласно переписи населения 1897 года на хуторе Сенновском проживало уже 803 мужчины и 834 женщины, из них грамотных: мужчин — 191, женщин — 5.
Согласно алфавитному списку населённых мест Области Войска Донского 1915 года на хуторе имелось хуторское правление, почтово-телеграфное отделение, одноклассное приходское училище, церковно-приходская школа, проживало 1001 мужчина и 1063 женщины, земельный надел составлял 9680 десятины. Станицу обслуживало Сенновское почтово-телеграфное отделение.
В 1928 году хутор был включён в состав Берёзовского района Хопёрского округа (упразднён в 1930 году) Нижне-Волжского края (с 1934 года — Сталинградский край). В 1935 году Орловский сельсовет был передан в состав Комсомольского района Сталинградского края (с 1936 года — Сталинградской области). В 1959 году Комсомольский район был упразднён, а его территория передана в состав Даниловского района Сталинградской области. Указом Президиума Верховного Совета РСФСР от 1 февраля 1963 года и на основании решения Волгоградского облисполкома от 7 февраля 1963 года № 3/55 «Об укрупнении сельских районов и изменении подчиненности районов и городов Волгоградской области» Сенновский сельсовет бывшего Даниловского района был включён в состав Михайловского района.
В 2012 году хутор Сенной был включён в состав городского округа город Михайловка

## География
Хутор расположен в степи, на востоке городского округа город Михайловка, примерно в 3 км от правого берега Медведицы. Высота центра населённого пункта около 90 метров над уровнем моря. С северо-запада и северо-востока над хутором возвышаются холмы высотой до 150—170 метров над уровнем моря, разделённые балкой Сенновской. Почвы — чернозёмы южные, в пойме Медведицы, пойменные нейтральные и слабокислые.
Вдоль южной окраины хутора проходит автодорога Даниловка — Михайловка. По автомобильным дорогам расстояние до административного центра городского округа города Михайловки — 39 км, до областного центра города Волгограда — 230 км. Ближайшие населённые пункты (расстояния по прямой): в 2 км к юго-западу расположен хутор Большая Глушица, в 8,2 км к юго-востоку — хутор Орлы, на противоположном берегу Медведицы в 4,5 км к юго-востоку — хутор Раздоры,.
Климат
Климат умеренный континентальный (согласно классификации климатов Кёппена — Dfa). Многолетняя норма осадков — 421 мм. Наибольшее количество осадков выпадает в июне — 49 мм, наименьшее в марте — по 22 мм. Среднегодовая температура положительная и составляет + 7,0 °С, средняя температура самого холодного месяца января −9,0 °С, самого жаркого месяца июля +22,4 °С.
Часовой пояс
Сенной, как и вся Волгоградская область, находится в часовой зоне МСК (московское время). Смещение применяемого времени относительно UTC составляет +3:00.

## Население
Динамика численности населения по годам:
| 1859 | 1873 | 1897 | 1915 | 1987  | 2002 |
| ---- | ---- | ---- | ---- | ----- | ---- |
| 773  | 1102 | 1637 | 2064 | ≈1000 | 1046 |

| 2010 |
| ---- |
| 1022 |